# مؤسسة بيت الحكمة

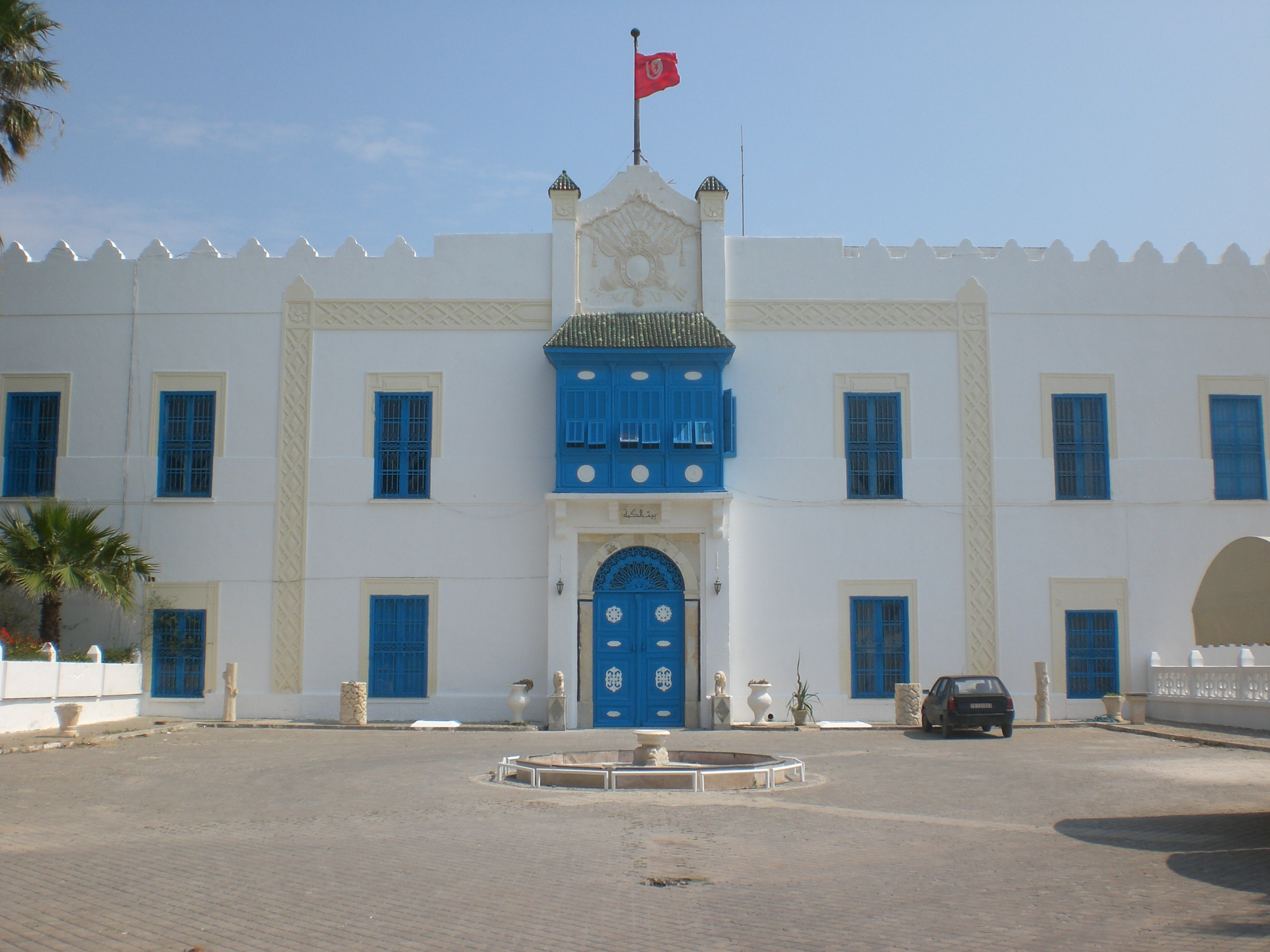
قصر زروق المقر الرئيسي لمؤسسة بيت الحكمة

بيت الحكمة أو المجمع التونسي للعلوم والآداب والفنون أُنشئت سنة 1983 وأصبحت منذ عام 1996 مؤسسة عمومية غير إدارية تسمى أيضا المجمع التونسي للعلوم والآداب والفنون مقرها قرطاج يهتم هذا المجمع أساسا بعلوم اللغة العربية وتطويرها.

## تاريخ
إن المقر الحالي للمجمع التونسي له أكثر من دلالة رمزية، فقد كان يعرف في العهد الحسيني باسم «قصر زروق» إذ أنشأه الجنـرال أحمد زروق الذي اقترن اسمه بقمع حركة التمرد التي قادها علي بن غذاهم سنة 1864 في منطقتي الساحل والأعراض قمعا في منتهى الشــدة والقســوة. ومن سنة 1943 إلـى سنة 1957 أصبح هـذا القصـر المقـر الرسمــي لآخـر بايـات تونـس محمـد الأمين. وفــي هذا الإطار المعماري الفاخر انتظم استقبال «جـول فـري» الـذي كـان دوره كبيرا في فـرض الحمايـة الفرنسيـة علـى الإيالـة التونسيـة. وبعد الاستقلال، صــار هذا القصـر ملكا من أملاك الدولــة فاتخذ لفترة مقرا للديوان القومي للصناعات التقليدية ثم المعهد القومي للآثار وأخيرا للمؤسسة الوطنية بيت الحكمة.

## الأهداف والمهام
بموجب القانون المحدث المجمع التونسي للعلوم والآداب والفنون «بيت الحكمة» تتمثل مهامه بالخصوص في:
- جمع أعلام الثقافة البارزين وتمكينهم من مواصلة تطوير البحث في مختلف مجالات النشاط الفكري والعلمي وتبادل المعلومات،
- المساهمة بالتنسيق مع المؤسسات الشبيهة به في العالم في إثراء اللغة العربية والسهر على سلامة استعمالها وتجميع قدراتها وتطويرها لكي تواكب مختلف العلوم والفنون،
- المساهمة في العناية بالتراث في مجالات البحث والنشر،
- تأليف المعاجم والموسوعات وترجمة المؤلفات،
- تنظيم ندوات ومحاضرات في مجالات اهتمام المجمع،
- تشجيع الإبداع ونشر مؤلفات ذات طابع علمي وأدبي وفني،
- تقديم آراء حول المسائل التابعة لاختصاصه والتي قد ترى سلطة الإشراف أو غيرها من الوزارات أو المؤسسات أن تعرضها عليه.

## المدراء العامون
- 1983 - 1987: أحمد عبد السلام
- 1987 - 1991: عز الدين باش شاوش
- 1991 - 1995: سعد غراب
- 1995 - 2011: عبد الوهاب بوحديبة
- 2011 - 2012: محمد محجوب
- 2012 - 2015: هشام جعيط
- 2015 - الآن: عبد المجيد الشرفي

## الأعضاء
قائمة الأعضاء في جانفي 2013 هي كالتالي:

### الأعضاء
- عمار المحجوبي: تاريخ قديم
- عياض بن عاشور: قانون دستوري
- الصادق بلعيد: قانون دستوري
- عز الدين باش شاوش: آثار
- عبد السلام المسدي: لسانيات
- عبد الحميد هنية: تاريخ
- فتحي التريكي: فلسفة
- مليكة الولباني: فلسفة
- جلال الدين سعيد: فلسفة
- مهدي مبروك: علم الاجتماع
- منجي بورقو: جغرافيا
- منيرة شابوتو: تاريخ وسيط
- محمود بن رمضان :علوم اقتصادية
- عبد الجليل التميمي: تاريخ
- هشام جعيط: تاريخ إسلامي
- احميدة النيفر: علوم إسلامية
- عبد المجيد الشرفي: حضارة إسلامية
- أبو يعرب المرزوقي: فلسفة إسلامية
- مقداد عرفة منسية: فلسفة إسلامية
- عبد الحميد الحصايري: رياضيات
- كارم بوبكر بن محمود: علوم الرياضيات، فيزياء طبيعية
- سعاد كمون شوك: تسيير النظم الإعلامية
- محمد صالح العباسي :علم الجراثيم
- رفيق بوخريص: طب
- راضي جازي :صيدلة
- أحمد المراكشي: هندسة
- أنور جراية: كيمياء حياتية
- محمد العايب: علم المناعة
- البشير بن سلامة: أدب ورواية
- عبد القادر المهيري: لغة وآداب عربية
- محمد رشاد الحمزاوي: أدب ولسانيات
- عز الدين المدني: تأليف مسرحي
- منصف الوهايبي: شعر
- منير الفندري: لغة وآداب ألمانية
- رجاء ياسين بحري: لغة وآداب إسبانية
- منير بن خليفة: لغة وآداب أنقليزية
- حمادي صمود: لغة وآداب عربية
- جلول عزونة: لغة ورواية فرنسية
- علياء بكار برناز: آداب فرنسية
- علي اللواتي: أدب ودراما
- آمنة بالحاج يحيى: رواية بالفرنسية
- محمد اليعلاوي: لغة وآداب عربية
- محمود طرشونة: أدب مقارن
- فريد بوغدير: سينما
- كاهنة عطية: سينما
- محمود قطاط: موسيقى
- فاضل الجعايبي: مسرح
- جليلة بكار: مسرح
- سمير التريكي: فنون تشكيلية
- عصام شحرور: هندسة مدنية وجيوتقنية.[2]

### الأعضاء الشرفيون
- عمر الشاذلي: طب
- سعيد الستيري: طب
- عبد الوهاب بوحديبة: فلسفة وعلم اجتماع
- مصطفى الفيلالي: آداب ولغة عربية
- صالح المهدي: موسيقى
- منذر الكيلاني: أنثروبولوجيا
- سالم شعيب: علم المناعة
- فتحي بن سلامة: تحليل نفسي
- رضا عارم: طب
- مليكة الزغل: علم الاجتماع
- محمد العربي بوقرة: فيزياء
- أنور براهم: موسيقى
- مصطفى التليلي: كاتب
- عمر الشارني: فلسفة وتاريخ العلوم
- أحمد الحسناوي: فلسفة

## وصلات خارجية
- الموقع الرسمي لبيت الحكمة - تونس.